# Zaborowice (gromada w powiecie górowskim)
Zaborowice – dawna gromada, czyli najmniejsza jednostka podziału terytorialnego Polskiej Rzeczypospolitej Ludowej w latach 1954–1972.
Gromady, z gromadzkimi radami narodowymi (GRN) jako organami władzy najniższego stopnia na wsi, funkcjonowały od reformy reorganizującej administrację wiejską przeprowadzonej jesienią 1954 do momentu ich zniesienia z dniem 1 stycznia 1973, tym samym wypierając organizację gminną w latach 1954–1972.
Gromadę Zaborowice z siedzibą GRN w Zaborowicach utworzono – jako jedną z 8759 gromad na obszarze Polski – w powiecie górowskim w woj. wrocławskim, na mocy uchwały nr 13/54 WRN we Wrocławiu z dnia 2 października 1954. W skład jednostki weszły obszary dotychczasowych gromad Zaborowice, Giżyn i Sułków ze zniesionej gminy Czernina oraz Czechnów ze zniesionej gminy Rudna Wielka w tymże powiecie. Dla gromady ustalono 14 członków gromadzkiej rady narodowej.
1 stycznia 1960 gromadę zniesiono, a jej obszar włączono do gromad: Czernina (wsie Zaborowice, Giżyn i Sułków) i Rudna Wielka (wieś Czechnów) w tymże powiecie.